# مورين ويلر
مورين ويلر (بالإنجليزية: Maureen Wheeler)‏ هي سيدة أعمال أسترالية، ولدت في 1950 في بلفاست في المملكة المتحدة.